# Referéndum presidencial de Irak de 2002
El 16 de octubre de 2002 se celebró un referéndum presidencial en Irak. Fueron las segundas elecciones presidenciales que se celebraron bajo el gobierno de Sadam Huseín (las primeras tuvieron lugar en 1995). Según las estadísticas oficiales, la participación fue del 100%, y los 11.445.638 iraquíes registrados para votar votaron la opción "sí" en un referéndum para apoyar otro mandato de siete años para el presidente Sadam Huseín, que legalmente habría terminado en 2009.
Se considera que el referéndum fue fraudulento y fue descartado como propaganda por Estados Unidos y Gran Bretaña. El Secretario de Prensa de la Casa Blanca, Ari Fleischer, dijo: "Obviamente, no es un día muy serio, no es una votación muy seria y nadie le da credibilidad". El portavoz del Departamento de Estado de Estados Unidos, Richard Boucher, lo calificó de «ni siquiera digno de nuestro ridículo». A los observadores electorales extranjeros se les prohibió observar la votación y los periodistas fueron confinados a una zona específica; por lo tanto, no se pudo estimar la participación electoral real. El Washington Post señaló que no se dio ninguna explicación de cómo se contaron todos los supuestos votos durante la noche. El vicepresidente iraquí, Izat Ibrahim al Duri, afirmó la legitimidad de la votación, diciendo: "Puede que les guste o no, pero esta es una cifra veraz".